# Потир из Новогрудка
Потир из Новогрудка — серебряный с позолотой потир XVI в. из новогрудской Борисоглебской церкви. Хранится в Национальном художественном музее Беларуси.

## Описание
Потир имеет некоторое сходство с потиром из Слуцка. Общая высота его — 23,5 см, диаметр основания — 14,5 см, диаметр чаши — 9 см. Близкие аналоги ему можно найти среди польских, балканских и немецких изделий. Некоторыми художественными чертами он перекликается с работами русских мастеров, хотя отличается в трактовке декора и отдельных частей силуэта. Красивые, немного массивные пропорции, рациональное использование форм для придания устойчивости говорят о хорошем вкусе и мастерстве автора. В этом произведении уже видны черты нового стиля, который пришёл на смену готике. Наряду с готическим пандусом с шестью выступающими «шишками» и шестилепестковой подставкой, украшенной крестоцветами, потир имеет чашу, характерную для стиля ренессанса. Литье, гравирование, чернение, вставки из драгоценных камней, позолота свидетельствуют о высокой квалификации мастера.